# Currie Cup
La Currie Cup è il torneo nazionale sudafricano di rugby a 15; vi si affrontano le squadre rappresentanti le province del Sudafrica o suddivisioni locali delle stesse.
Al 2023, la Currie Cup si articola in due divisioni: la prima, detta Premier Division, consta di 8 squadre, mentre la seconda, detta First Division, consta di 10 squadre. Sono i vincitori della Premier a fregiarsi del titolo di campioni del Sudafrica: nonostante ciò, le migliori squadre sudafricane non vi partecipano, dal momento che esse competono come franchigie nello United Rugby Championship, torneo di valenza internazionale.
Nella seconda divisione hanno partecipato e partecipano tuttora anche squadre estere: i namibiani Welwitschias (2016, 2017 e 2023), gli argentini Jaguares XV (2019, ove trionfarono), i georgiani Black Lion (2022), i keniani Simbas (2022, 2023), gli statunitensi San Clemente Rhinos (2023) e gli zimbabwesi Zimbabwe Goshawks (2022, 2023).
Istituita ufficialmente nel 1891, la Currie Cup è una delle più vecchie competizioni di rugby esistenti al mondo. Dal 1968 il torneo ha cadenza annuale.

## Storia

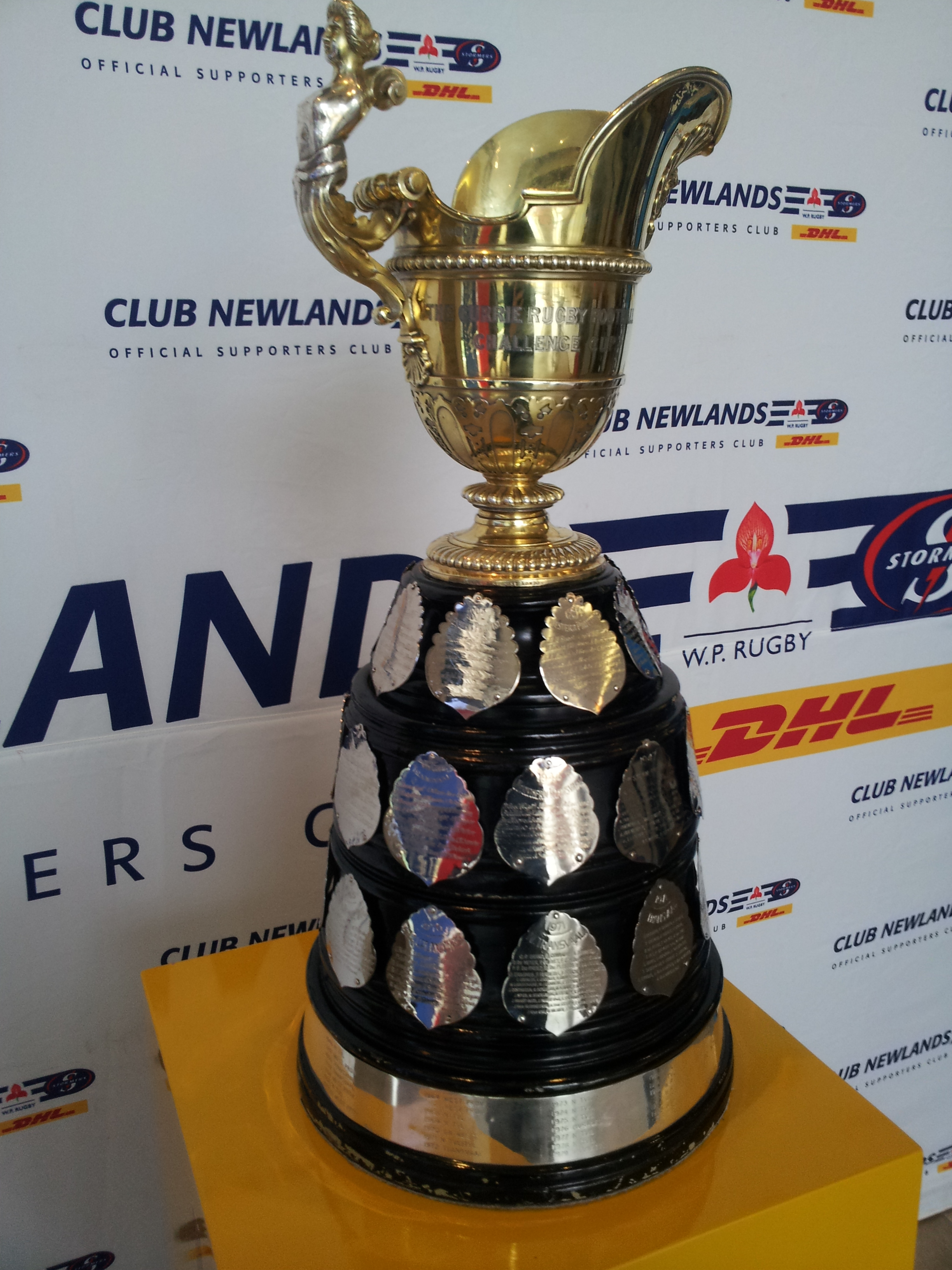
La Currie Cup

La competizione ha inizialmente origine come modesto torneo intercittadino nel 1884, ma quando la South African Rugby Board venne fondata nel 1889 si decise di organizzare una competizione nazionale che coinvolgesse le squadre rappresentative delle maggiori leghe provinciali. Le prime partecipanti furono Western Province, Griqualand West, Transvaal e Mighty Elephants. Il primo torneo si svolse a Kimberley e fu vinto dalla Western Province. Il premio fu una coppa in argento consegnata dalla South African Rugby Board, adesso messa in mostra al museo di rugby a Città del Capo.
Nel 1881 si tenne la prima tournée straniera in Sud Africa per opera dei British and Irish Lions (vedi Tour dei British and Irish Lions 1891). I Lions affrontarono diverse squadre sudafricane mettento in palio una coppa in oro donatagli da Sir Donald Currie, il proprietario della linea marittima Union-Castle che aveva permesso il viaggio, e che sarebbe stata consegnata alla compagine che avesse offerto la migliore prestazione. I Lions vinsero i 19 incontri disputati nella tournée e decisero allora di consegnare il trofeo al Griqualand West, che fu sconfitto solamente per 3-0. Il trofeo venne in seguito consegnato alle istituzioni sportive nazionali e divenne il premio della massima competizione nazionale sin dal 1892.
La seconda edizione della Currie Cup si tenne nel 1892 e da allora in avanti venne disputata senza una cadenza prefissata, col dominio della Western Province. Dal 1968, anno in cui i Northern Transvaal guidati da Frik du Preez sconfissero in finale il Transvaal per 16-3, la competizione viene disputata puntualmente ogni anno. Da allora i Northern Transvaal, che successivamente diventeranno Blue Bulls, cominciarono a imporsi grazie al contributo di grandi giocatori quali Hendrik Botha. L'unica squadra in grado di contrastare la loro supremazia fu la Western Province. Nel 1982, proprio battendo in finale il Northern Transvaal per 24-7, inizia il periodo d'oro della Western Province che segnerà gli anni 1980. Grandi protagonisti di tale periodo furono Faffa Knoetze, Calla Scholtz e Neil Burger.
Alla fine del decennio furono disputate due delle più memorabili finali della Currie Cup. Nel 1988 Northern Transvaal si impose, dopo una sofferta partita, solamente di misura sui rivali storici della Western Province, mentre l'anno successivo una meta all'ultimo minuto dell'ala della Western Province Carel du Plessis permise il pareggio per 16-16 contro gli stessi detentori del titolo. Gli anni 1990 iniziarono con l'affermazione dei Natal Sharks sospinti dal mediano d'apertura Joël Stransky. Il decennio registrò un ulteriore miglioramento dei Natal Sharks e l'ascesa del Transvaal di François Pienaar ma, da quando la nazionale del Sud Africa tornò nel 1992 a competere in ambito internazionale dopo la fine dell'apartheid, l'importanza della Currie Cup cominciò subito a diminuire.
Oggigiorno, per la maggior parte dei giocatore sudafricani di più alto livello, la competizione segue in ordine di importanza il Super Rugby e il The Rugby Championship. Comunque, vincere la coppa in oro di Sir Donald Currie resta ancora un evento particolare, come dimostrato dalla gioia dei giocatori del Blue Bulls quando nel 2004 sollevarono il trofeo per la terza volta consecutiva. Nel 2005 Free State Cheetahs vinse per la seconda volta la Currie Cup dopo 29 anni.

## La competizione
Al 2022, la Currie Cup consta in due divisioni. Sette squadre competono nella Premier Division e si contendono direttamente la Currie Cup, mentre altre dieci competono in First Division e si contendono la promozione nella massima divisione. Il format è cambiato molte volte nel corso degli anni.
Durante la prima fase le squadre partecipanti si affrontano in partita unica con la formazione di una classifica redatta assegnando quattro punti per ogni vittoria, due per il pareggio e zero in caso di sconfitta; un punto bonus può essere assegnato nel caso di vittoria con quattro o più mete realizzate oppure nel caso di sconfitta con sette o meno punti di scarto.
Alla fine di questa fase, le prime quattro squadre classificatesi in ciascuna divisione accedono alle semifinali a eliminazione diretta. La vincente della finale della Premier Division, che si gioca in casa della meglio classificata, ottiene la Currie Cup. Dopo l'ultima vittoria ex aequo del 2006, la federazione di rugby sudafricana ha stabilito le regole affinché si abbia una sola vincente: in caso di parità si giocheranno altri 20'; in caso di ulteriore parità vincerà la squadra che ha totalizzato il maggior numero di mete o infine la squadra che si sarà meglio classificata.
La composizione delle due divisioni veniva in passato determinata preliminarmente dopo un apposito torneo di qualificazione; dal 2017 è invece fissa, almeno per quanto concerne le formazioni sudafricane.

## Squadre partecipanti

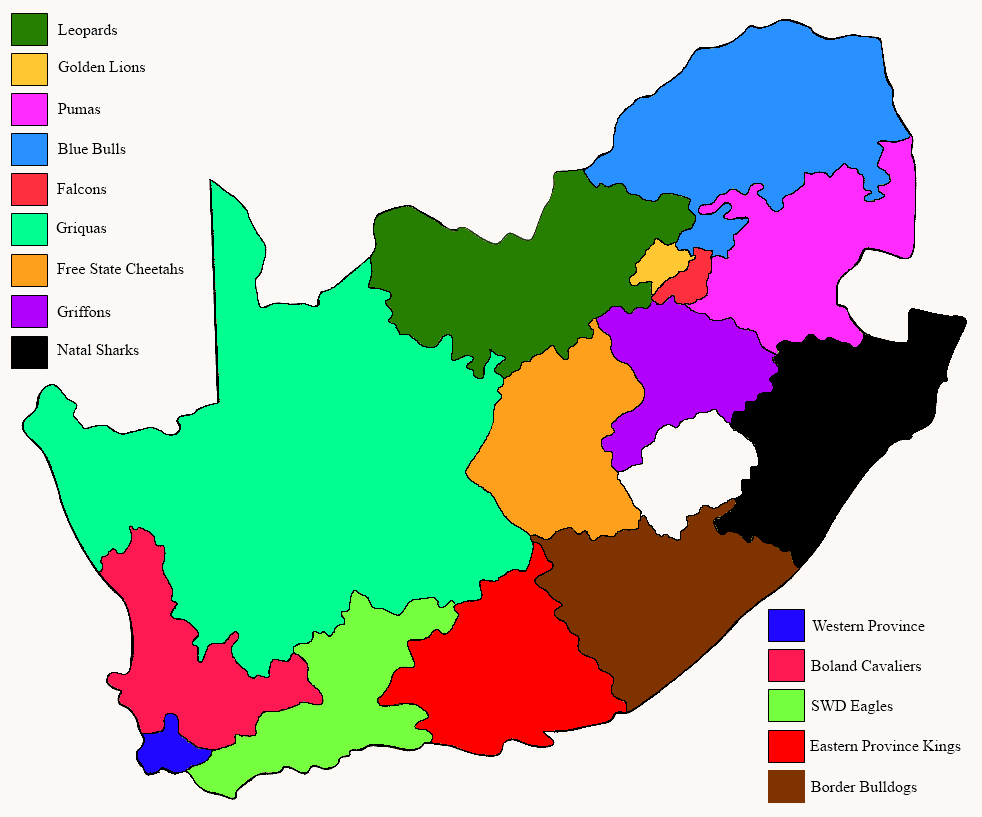
Provenienza delle 14 squadre impegnate in Currie Cup.

Al 2019, il rugby sudafricano è composto da 14 squadre provinciali.
Quattro di esse rappresentantano una intera provincia:
- Provincia del Capo Settentrionale: Griqualand West Griquas (gare casalinghe a Kimberley)
- Provincia del Nordovest: Leopards (gare casalinghe a Potchefstroom e Rustenburg)
- Provincia di KwaZulu-Natal: Natal Sharks (gare casalinghe a Durban)
- Provincia di Mpumalanga: Pumas (gare casalinghe a Nelspruit)

La Provincia del Capo Orientale è rappresentata da due squadre:
- Est: Border Bulldogs (gare casalinghe a East London)
- Ovest: Eastern Province Kings (gare casalinghe a Port Elizabeth)

Così come la provincia di Free State: 
- Centro e ovest: Free State Cheetahs (gare casalinghe a Bloemfontein)
- Est: Griffons (gare casalinghe a Welkom)

La Provincia del Capo Occidentale ha tre squadre:
- Nord: Boland Cavaliers (gare casalinghe a Wellington)
- Est: Eagles (gare casalinghe a George)
- Area metropolitana di Città del Capo: Western Province (gare casalinghe a Città del Capo)

La provincia di Gauteng ha due squadre rappresentanti:
- L'East Rand e la frazione a est e a sud di Johannesburg: Falcons (gare casalinghe a Kempton Park)
- Johannesburg e la parte ovest: Golden Lions (gare casalinghe a Johannesburg)

Infine una squadra rappresenta una parte di Gauteng più una intera provincia:
- Pretoria, le due municipalità a est di Gauteng e la provincia di Limpopo: Blue Bulls (gare casalinghe a Pretoria)

A queste squadre locali, dal 2016 al 2018, si è aggiunta anche la squadra namibiana dei Welwitschias che in precedenza disputava la Vodacom Cup. Nella stagione 2019 si è unita al torneo la selezione federale argentina degli Jaguares XV.

## Le finali
| Anno           | Campioni                            | Risultato     | Finalista          | Sede                             |
| -------------- | ----------------------------------- | ------------- | ------------------ | -------------------------------- |
| 18891          | Western Province                    |               |                    |                                  |
| 1892           | Western Province                    |               |                    |                                  |
| 1894           | Western Province                    |               |                    |                                  |
| 1895           | Western Province                    |               |                    |                                  |
| 1897           | Western Province                    |               |                    |                                  |
| 1898           | Western Province                    |               |                    |                                  |
| 18992          | Griquas                             |               |                    |                                  |
| 1904           | Western Province                    |               |                    |                                  |
| 1906           | Western Province                    |               |                    |                                  |
| 1908           | Western Province                    |               |                    |                                  |
| 1911           | Griquas                             |               |                    |                                  |
| 1914           | Western Province                    |               |                    |                                  |
| 1920           | Western Province                    |               |                    |                                  |
| 1922           | Transvaal                           |               |                    |                                  |
| 1925           | Western Province                    |               |                    |                                  |
| 1927           | Western Province                    |               |                    |                                  |
| 1929           | Western Province                    |               |                    |                                  |
| 1932           | Border Bulldogs Western Province    |               |                    |                                  |
| 1934           | Border Bulldogs Western Province    |               |                    |                                  |
| 1936           | Western Province                    |               |                    |                                  |
| 1939           | Transvaal                           | 17 - 6        | Western Province   | Newlands Stadium, Città del Capo |
| 1946           | Northern Transvaal                  | 11 - 9        | Western Province   | Loftus Versfeld, Pretoria        |
| 1947           | Western Province                    | 16 - 12       | Transvaal          | Newlands Stadium, Città del Capo |
| 1950           | Transvaal                           | 22 - 11       | Western Province   | Ellis Park, Johannesburg         |
| 1952           | Transvaal                           | 11 - 9        | Boland Cavaliers   | Wellington                       |
| 1954           | Western Province                    | 11 - 8        | Northern Transvaal | Newlands Stadium, Città del Capo |
| 1956           | Northern Transvaal                  | 9 - 8         | Natal Sharks       | Kings Park Stadium, Durban       |
| 1957/593       | Western Province                    |               |                    |                                  |
| 1968           | Northern Transvaal                  | 16 - 3        | Transvaal          | Loftus Versfeld, Pretoria        |
| 1969           | Northern Transvaal                  | 28 - 13       | Western Province   | Loftus Versfeld, Pretoria        |
| 1970           | Griquas                             | 11 - 9        | Northern Transvaal | De Beers, Kimberley              |
| 1971           | Transvaal Northern Transvaal        | 14 - 14       |                    | Ellis Park, Johannesburg         |
| 1972           | Transvaal                           | 25 - 19       | Falcons            | Pam Brink Stadium, Springs       |
| 1973           | Northern Transvaal                  | 30 - 22       | Orange Free State  | Loftus Versfeld, Pretoria        |
| 1974           | Northern Transvaal                  | 17 - 15       | Transvaal          | Loftus Versfeld, Pretoria        |
| 1975           | Northern Transvaal                  | 12 - 6        | Orange Free State  | Free State Stadium, Bloemfontein |
| 1976           | Orange Free State                   | 33 - 16       | Western Province   | Free State Stadium, Bloemfontein |
| 1977           | Northern Transvaal                  | 27 - 12       | Orange Free State  | Loftus Versfeld, Pretoria        |
| 1978           | Northern Transvaal                  | 13 - 9        | Orange Free State  | Free State Stadium, Bloemfontein |
| 1979           | Western Province Northern Transvaal | 15 - 15       |                    | Newlands Stadium, Città del Capo |
| 1980           | Northern Transvaal                  | 39 - 9        | Western Province   | Loftus Versfeld, Pretoria        |
| 1981           | Northern Transvaal                  | 23 - 6        | Orange Free State  | Loftus Versfeld, Pretoria        |
| 1982           | Western Province                    | 24 - 7        | Northern Transvaal | Newlands Stadium, Città del Capo |
| 1983           | Western Province                    | 9 - 3         | Natal Sharks       | Loftus Versfeld, Pretoria        |
| 1984           | Western Province                    | 19 - 9        | Northern Transvaal | Newlands Stadium, Città del Capo |
| 1985           | Western Province                    | 22 - 15       | Northern Transvaal | Newlands Stadium, Città del Capo |
| 1986           | Western Province                    | 22 - 9        | Transvaal          | Newlands Stadium, Città del Capo |
| 1987           | Northern Transvaal                  | 24 - 18       | Transvaal          | Ellis Park, Johannesburg         |
| 1988           | Northern Transvaal                  | 19 - 18       | Western Province   | Loftus Versfeld, Pretoria        |
| 1989           | Northern Transvaal Western Province | 16 - 16       |                    | Newlands Stadium, Città del Capo |
| 1990           | Natal Sharks                        | 18 - 12       | Northern Transvaal | Loftus Versfeld, Pretoria        |
| 1991           | Northern Transvaal                  | 27 - 15       | Transvaal          | Loftus Versfeld, Pretoria        |
| 1992           | Natal Sharks                        | 14 - 13       | Transvaal          | Ellis Park, Johannesburg         |
| 1993           | Transvaal                           | 21 - 15       | Natal Sharks       | Kings Park Stadium, Durban       |
| 1994           | Transvaal                           | 56 - 35       | Orange Free State  | Springbok Park, Bloemfontein     |
| 1995           | Natal Sharks                        | 25 - 17       | Western Province   | Kings Park Stadium, Durban       |
| 1996           | Natal Sharks                        | 33 - 15       | Golden Lions4      | Ellis Park, Johannesburg         |
| 1997           | Western Province                    | 14 - 12       | Free State5        | Newlands Stadium, Città del Capo |
| 1998           | Blue Bulls6                         | 24 - 20       | Western Province   | Loftus Versfeld, Pretoria        |
| 1999           | Golden Lions                        | 32 - 9        | Natal Sharks       | Kings Park Stadium, Durban       |
| 2000           | Western Province                    | 25 - 15       | Natal Sharks       | Kings Park Stadium, Durban       |
| 2001           | Western Province                    | 29 - 24       | Natal Sharks       | Newlands Stadium, Città del Capo |
| 2002           | Blue Bulls                          | 31 - 7        | Golden Lions       | Ellis Park, Johannesburg         |
| 2003           | Blue Bulls                          | 40 - 19       | Natal Sharks       | Loftus Versfeld, Pretoria        |
| 2004           | Blue Bulls                          | 42 - 33       | Free State         | Loftus Versfeld, Pretoria        |
| 2005           | Free State                          | 29 - 25       | Blue Bulls         | Loftus Versfeld, Pretoria        |
| 2006 dettaglio | Free State Blue Bulls               | 28 - 28 (dts) |                    | Free State Stadium, Bloemfontein |
| 2007           | Free State                          | 20 - 18       | Golden Lions       | Free State Stadium, Bloemfontein |
| 2008           | Natal Sharks                        | 14 - 9        | Blue Bulls         | Kings Park Stadium, Durban       |
| 2009           | Blue Bulls                          | 36 - 24       | Free State         | Loftus Versfeld, Pretoria        |
| 2010           | Natal Sharks                        | 30 - 10       | Western Province   | Kings Park Stadium, Durban       |
| 2011           | Golden Lions                        | 42 - 16       | Natal Sharks       | Ellis Park, Johannesburg         |
| 2012           | Western Province                    | 25 - 18       | Natal Sharks       | Kings Park Stadium, Durban       |
| 2013           | Natal Sharks                        | 33 - 19       | Western Province   | Newlands Stadium, Città del Capo |
| 2014           | Western Province                    | 19 - 16       | Golden Lions       | Newlands Stadium, Città del Capo |
| 2015           | Golden Lions                        | 32 - 24       | Western Province   | Ellis Park, Johannesburg         |
| 2016           | Free State                          | 36 - 16       | Blue Bulls         | Free State Stadium, Bloemfontein |
| 2017           | Western Province                    | 33 - 21       | Natal Sharks       | Kings Park Stadium, Durban       |
| 2018           | Natal Sharks                        | 17 - 12       | Western Province   | Newlands Stadium, Città del Capo |
| 2019           | Free State                          | 31 - 28       | Golden Lions       | Free State Stadium, Bloemfontein |
| 2020-217       | Blue Bulls                          | 26 - 19       | Natal Sharks       | Loftus Versfeld, Pretoria        |
| 2021           | Blue Bulls                          | 44 - 10 (dts) | Natal Sharks       | Loftus Versfeld, Pretoria        |
| 2022           | Pumas                               | 26 - 19       | Griquas            | Griqua Park, Kimberley           |
| 2023           | Free State                          | 25 - 17       | Pumas              | Free State Stadium, Bloemfontein |

1 Edizione non ufficiale.

2 Western Province e Transvaal non parteciparono.

3 Disputata in due stagioni.

4 Transvaal divenne Gauteng Lions, adesso Golden Lions.

5 Orange Free State divenne Free State Cheetahs.

6 Northern Transvaal divenne Blue Bulls.

7 Stagione giocata da novembre a gennaio a causa della pandemia di COVID-19.

## Vittorie totali
| Squadra          | Vittorie | Note        |
| ---------------- | -------- | ----------- |
| Western Province | 341      | 4 ex aequo. |
| Blue Bulls       | 25       | 4 ex aequo. |
| Golden Lions     | 11       | 1 ex aequo. |
| Natal Sharks     | 8        |             |
| Free State       | 7        | 1 ex aequo. |
| Griquas          | 3        |             |
| Border Bulldogs  | 2        | 2 ex aequo. |
| Pumas            | 1        |             |

1 35 se si conta anche l'edizione non ufficiale del 1889.